# 横田五郎兵衛
横田 五郎兵衛（よこた ごろべえ、1834年（天保5年） - 1892年（明治25年））は、幕末から明治時代の実業家。豪商。

## 略歴
武蔵国川越藩御用達の米穀商。
天保5年（1834年）、川越に生まれる。幼名は恵造。成人して次郎吉、その後、五郎兵衛を名乗った。横田家は、地主として富を蓄積し、米穀、酒・醤油製造業を営んだ。新河岸川の舟運で財を成し、川越藩御用達を命ぜられ、藩主・松平斉典の時代には隆盛を極め、江戸を除く武蔵国で最大の商家となった。江戸蔵前、大阪堂島の米相場を動かした。川越藩の藩財政を支えた。幕末期に川越城下の土橋で人馬がケガをしている様を見て自費で石橋に変え、橋は「横田の石橋」と呼ばれた。
1875年（明治8年）同志とともに川越町内に志義学校を創立。1878年（明治11年）には埼玉県で唯一の国立銀行・第八十五国立銀行の設立発起人の一人となった。設立後は頭取に就任した。入間県会議員、第一回埼玉県会議員。1892年（明治25年）川越で没した。59歳。